# Cranioleuca curtata
El curutié cejigrís (Cranioleuca curtata), también denominado chamicero capirotado o rastrojero capirotado (en Colombia), colaespina cejiceniza (en Ecuador), cola-espina de ceja ceniza (en Perú) o curutié cenizo, es una especie de ave paseriforme de la familia Furnariidae perteneciente al numeroso género Cranioleuca. Es nativa de la región andina del noroeste y oeste de Sudamérica.

## Distribución y hábitat
Se distribuye a lo largo de la cordillera de los Andes desde el centro norte de Colombia, hacia el sur, por el este de Ecuador, este de Perú, hasta el centro de Bolivia.
Esta especie es considerada bastante común en su hábitat natural: el dosel y los bordes de selvas húmedas de estribaciones montañosas y montanas bajas, entre 900 y 2000 m de altitud.

## Estado de conservación
El curutié cejigrís ha sido calificado como vulnerable por la Unión Internacional para la Conservación de la Naturaleza (IUCN) debido a que, con base en modelos de deforestación y a la pérdida de hábitat resultante, se presume que su población, todavía no cuantificada, irá a declinar rápidamente a lo largo de las próximas tres generaciones.

## Sistemática

### Descripción original
La especie C. curtata fue descrita por primera vez por el zoólogo británico Philip Lutley Sclater en 1870 bajo el nombre científico Synallaxis curtata; la localidad tipo es: «Bogotá».

### Etimología
El nombre genérico femenino «Cranioleuca» se compone de las palabras del griego «κρανιον kranion»: cráneo, cabeza, y «λευκος leukos»: blanco, en referencia a la corona blanca de la especie tipo: Cranioleuca albiceps; y el nombre de la especie «curtata», proviene del latín «curtatus»: corto, abreviado.

### Taxonomía
En el pasado, algunos autores consideraron que la presente especie era conespecífica con Cranioleuca dissita, pero los datos filogenéticos recientes indican que forma parte de un grupo que incluye a Cranioleuca antisiensis (con C. baroni), y que este grupo está hermanado con C. erythrops. La subespecie cisandina ya fue considerada una especie separada; el taxón C. curtata furcata Taczanowski, del norte de Perú, descrito como especie separada, se ha demostrado que no pasa de un plumaje de inmaduro de la subespecie cisandina, de quien pasó a ser un sinónimo posterior; la subespecie propuesta C. curtata griseipectus Chapman, 1924 (del este de Ecuador) es indistinguible de cisandina.

### Subespecies
Según las clasificaciones del Congreso Ornitológico Internacional (IOC) y Clements Checklist/eBird v.2019 se reconocen tres subespecies, con su correspondiente distribución geográfica:
- Cranioleuca curtata curtata (P.L. Sclater, 1870) – Andes orientales de Colombia (pendiente occidental desde el sureste de Santander al sur hasta Huila).
- Cranioleuca curtata cisandina (Taczanowski, 1882) – Andes orientales del sur de Colombia (al sur desde el oeste de Caquetá), este de Ecuador y norte de Perú (al sur por lo menos hasta Pasco).
- Cranioleuca curtata debilis (Berlepsch & Stolzmann, 1906) – Andes desde el centro de Perú (hacia el sur desde Ayacucho y Cuzco) al sur hasta el centro de Bolivia (al sur hasta el oeste de Santa Cruz).